# Toxorhina megatricha
Toxorhina megatricha là một loài ruồi trong họ Limoniidae. Chúng phân bố ở miền Australasia.